# گریت بند (نیویورک)
گریت بند (به انگلیسی: Great Bend) یک منطقهٔ مسکونی در ایالات متحده آمریکا است که در شهرستان جفرسون، نیویورک واقع شده‌است. گریت بند ۱۵٫۳ کیلومتر مربع مساحت و ۸۴۳ نفر جمعیت دارد و ۲۰۲ متر بالاتر از سطح دریا واقع شده‌است.